# 須藤正大
須藤 正大（すどう まさひろ、1976年4月18日 - ）は、日本のフリーアナウンサー。愛称は「すどひろさん」。

## 来歴
青森県弘前市出身。青森県立弘前高等学校、東北学院大学法学部卒業。
大学卒業後、2002年10月から仙台市民放送（FMじょんぱ）のパーソナリティを務めた後、2004年4月にエフエム青森のアナウンサーとなる。エフエム青森では、主に自社制作ワイド番組のパーソナリティとリポーターを務めていた。また、一部の番組制作も経験している。
2008年3月にエフエム青森を退社してフリーに転じたが、その後も同局の番組に出演していた。2012年7月に防災士の資格を取得。

## 担当番組

### エフエム青森在籍時
- Start Up Today
- Daydream Studio
- COSMO EARTH CONSCIOUS ACT エフエム青森クリーンキャンペーン - 番組制作[2]
- FMオープンテラス Cafe Marble
- エフエム青森インフォメーション
- DRIVER'S GUIDE
- さくら野スタイル（『Open Sesame!』『SOMETHING』内で放送のローカル差し替え番組）
- 教えて！エネルギー
- Plug in Music

### フリー転向後
- エフエム青森ニュース（木曜・金曜『OH! HAPPY MORNING』内、エフエム青森）
- エネルギーナビゲーション〜エネナビ（エフエム青森）
- ザッツカーニバル（エフエム青森） - 中継リポーター
- りんご娘の教えて！エネルギー（エフエム青森）
- めぇ酒 めぇ飯 めぇ肴（青森朝日放送） - ナレーター